# Municipio de Washington (condado de Warren, Ohio)
El municipio de Washington (en inglés: Washington Township) es un municipio ubicado en el condado de Warren en el estado estadounidense de Ohio. En el año 2010 tenía una población de 2717 habitantes y una densidad poblacional de 30,8 personas por km².

## Geografía
El municipio de Washington se encuentra ubicado en las coordenadas 39°24′47″N 84°1′25″O / 39.41306, -84.02361. Según la Oficina del Censo de los Estados Unidos, el municipio tiene una superficie total de 88.2 km², de la cual 88,19 km² corresponden a tierra firme y (0,02 %) 0,02 km² es agua.

## Demografía
Según el censo de 2010, había 2717 personas residiendo en el municipio de Washington. La densidad de población era de 30,8 hab./km². De los 2717 habitantes, el municipio de Washington estaba compuesto por el 97,83 % blancos, el 0,81 % eran afroamericanos, el 0,15 % eran amerindios, el 0,33 % eran asiáticos, el 0,26 % eran de otras razas y el 0,63 % eran de una mezcla de razas. Del total de la población el 1,18 % eran hispanos o latinos de cualquier raza.